# Sterna paradisaea

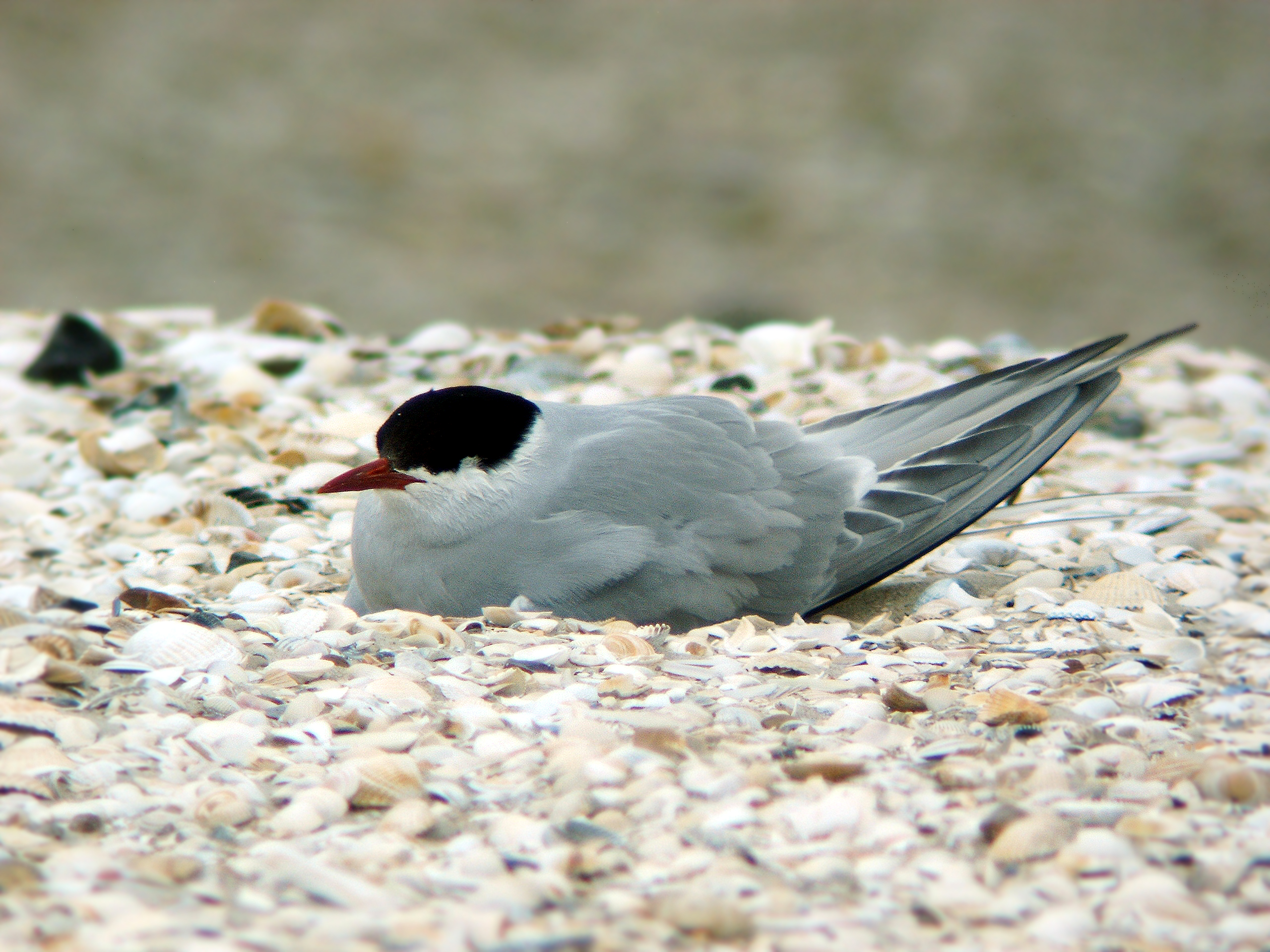
Um espécime de S. paradisae pousado.

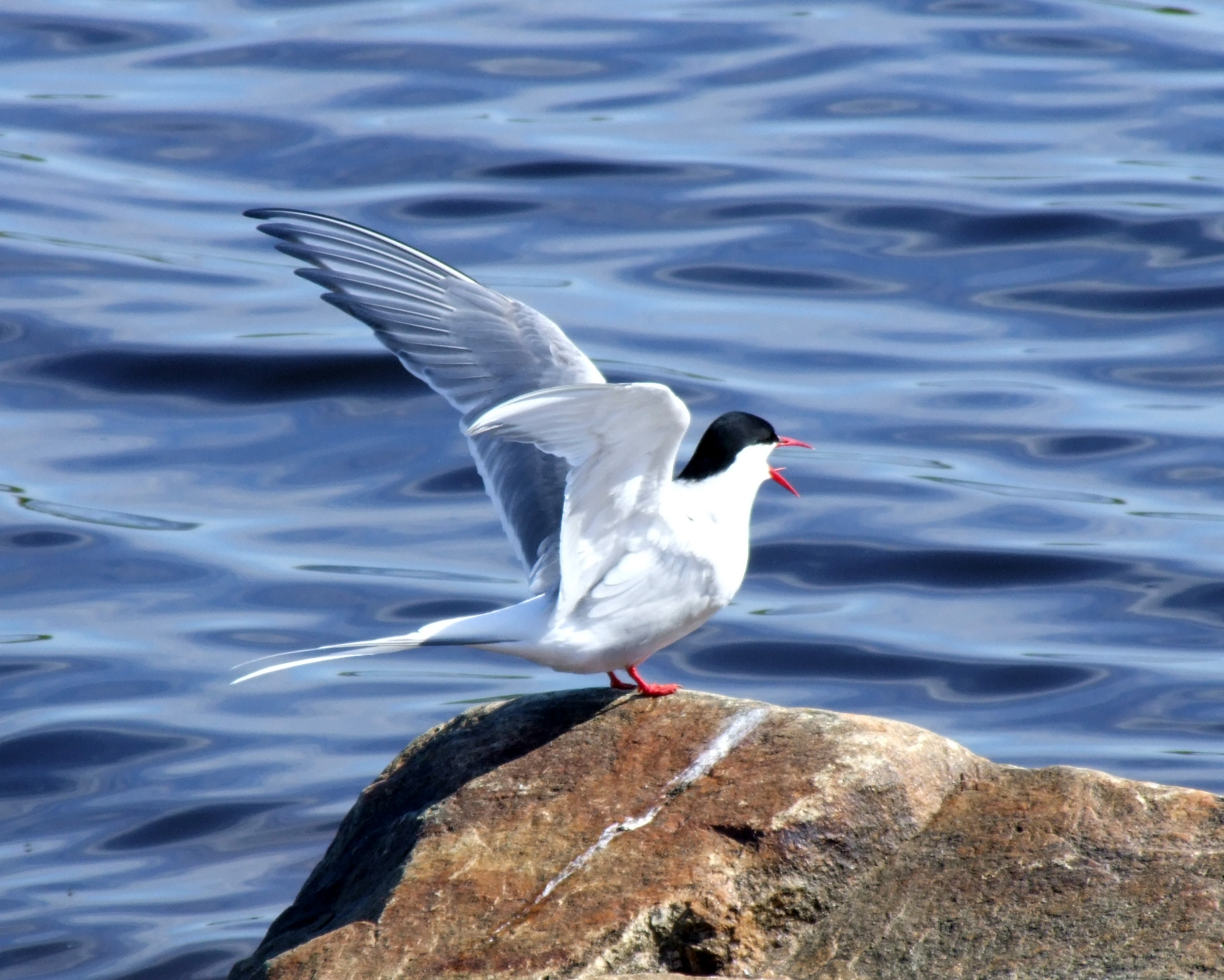
Um exemplar a estender as asas (na Finlândia).

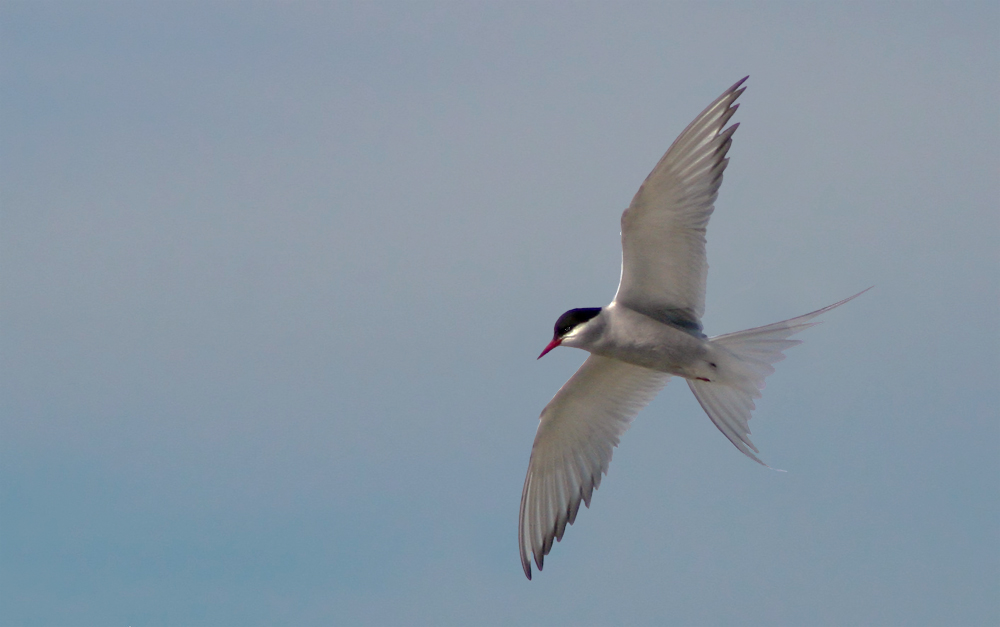
Um exemplar durante o voo planado típico da espécie.

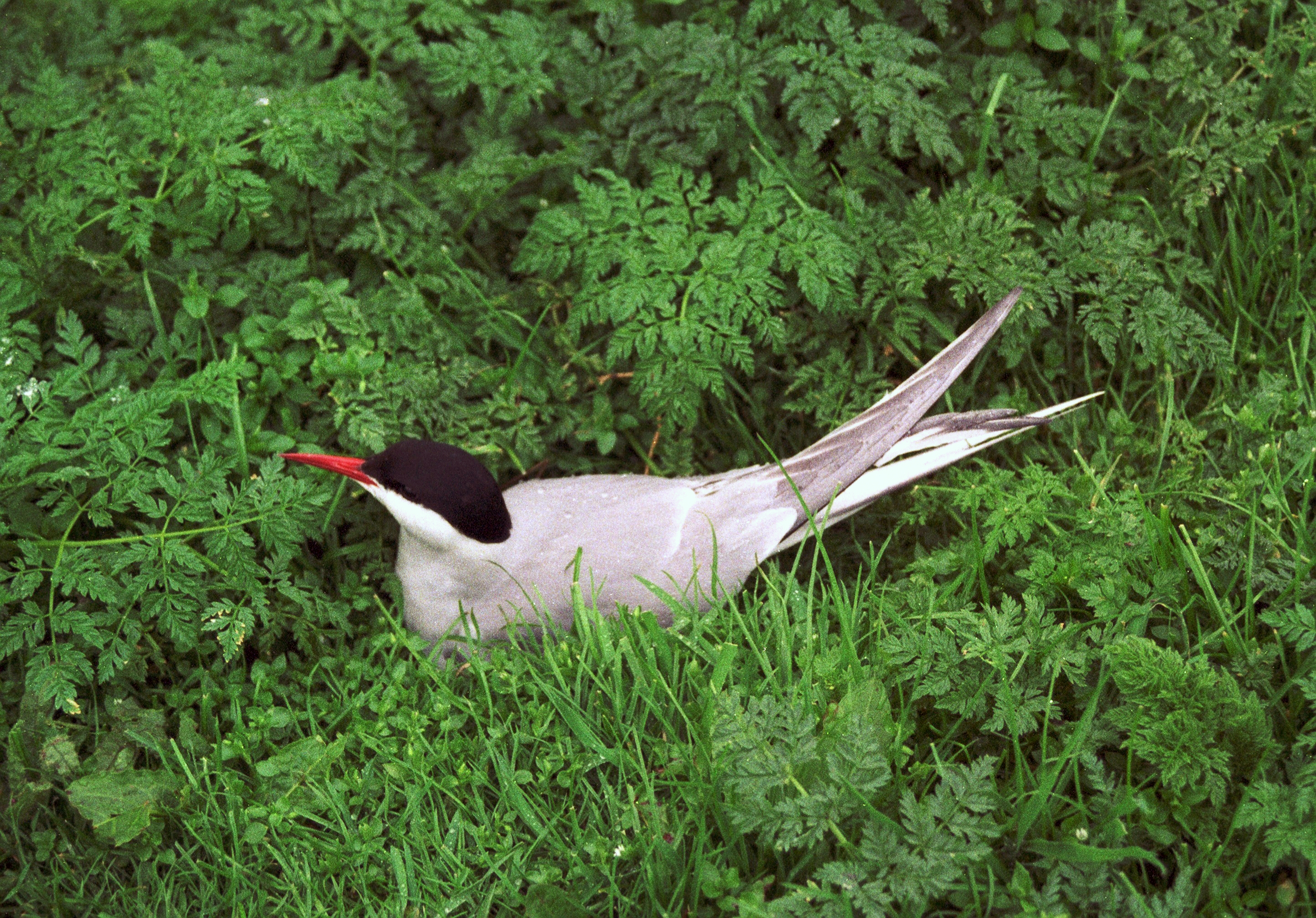
Um espécime no seu ninho nas ilhas Farne, Northumberland, Inglaterra.

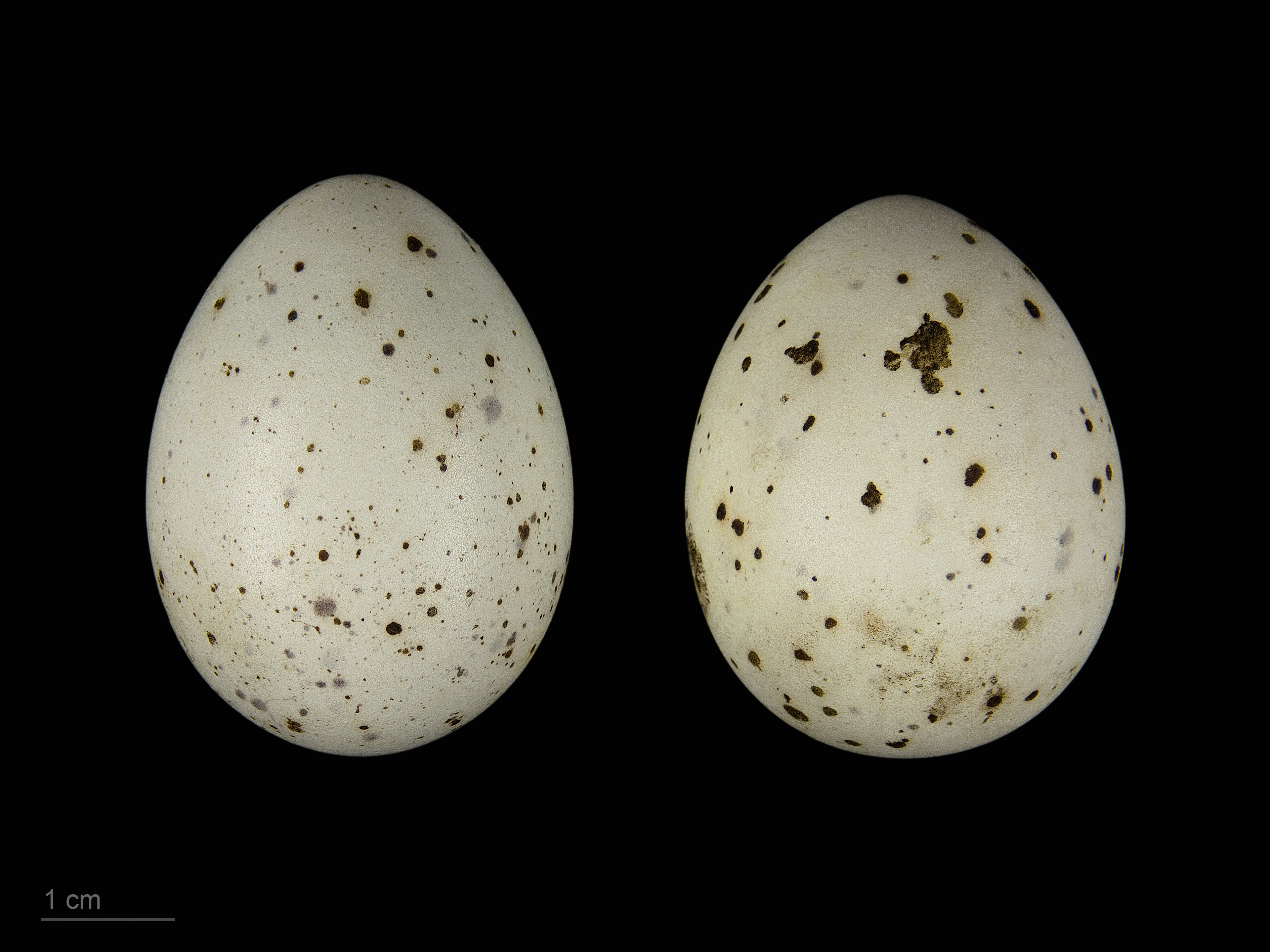
Sterna paradisaea - MHNT

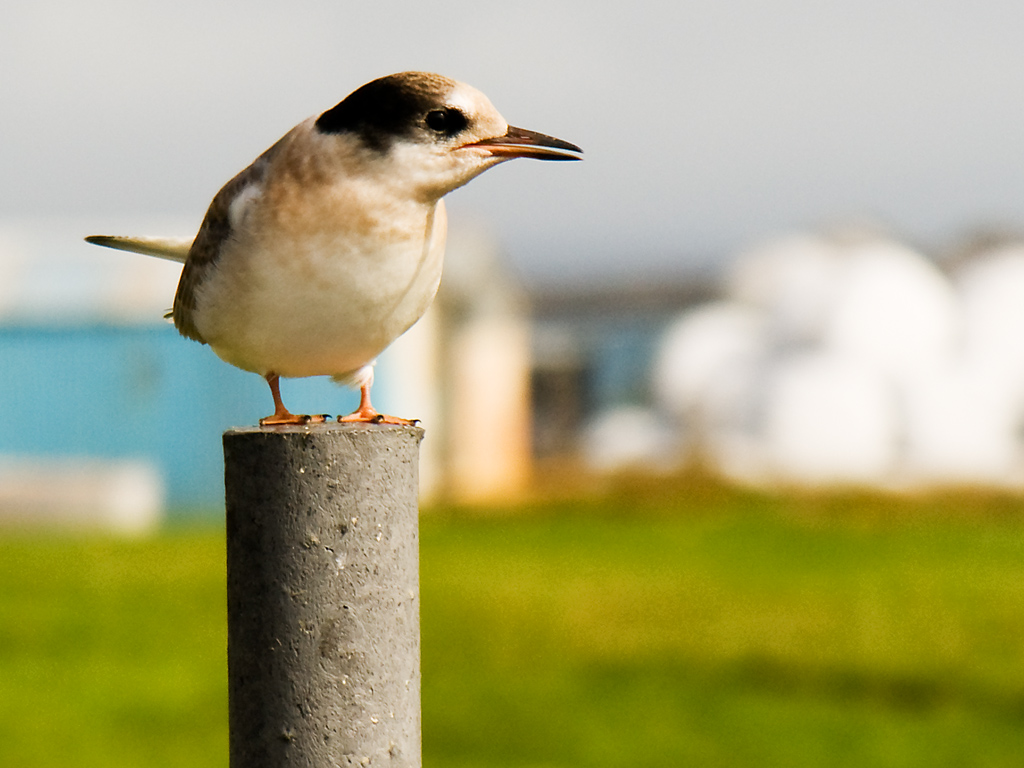
Juvenil de S. paradisae. Note-se o baixo contraste da plumagem.

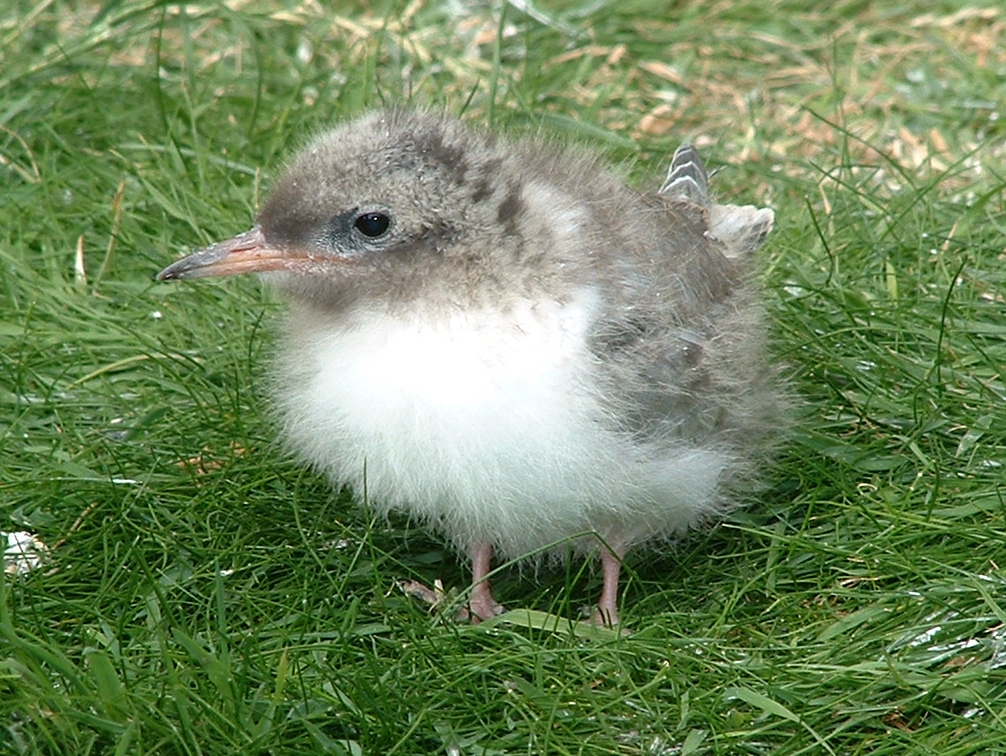
Um juvenil de S. paradisae nas ilhas Farne, Northumberland, Inglaterra.

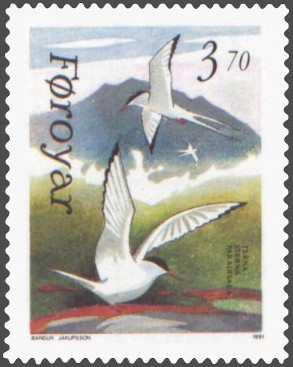
Selo postal das ilhas Feroe mostrando dois exemplares adultos em voo.

Sterna paradisaea Pontoppidan, 1763 é uma espécie de aves marinhas da família Laridae (antes Sternidae), conhecida pelos nomes comuns de andorinha do ártico, gaivinha-do-ártico e trinta-réis-ártico, caracterizada pela plumagem branca, barrete preto e patas e bico vermelhos. A espécie tem distribuição natural circumpolar, nidificando em colónias nas zonas costeiras do Oceano Árctico e nas regiões subárcticas da Europa, Ásia e América do Norte, com um limite meridional na Bretanha e em Massachusetts, e invernando no hemisfério sul. Ocorre nas costas da Península Ibérica durante as passagens migratórias, sendo que esta espécie é uma grande migradora, aproveitando dois verões por ano quando migra dos seus territórios de nidificação boreais até aos oceanos próximos da Antárctida. Nesta migração cada ave percorre anualmente cerca de 38 600 km, sendo que para algumas populações que são obrigadas a contornar os continentes (ver mapa de distribuição) essa distância ultrapassa os 80 000 km em cada ano. É a migração regular mais longa de todos os animais conhecidos. Apesar da sua grande área de distribuição, a espécie é monotípica, não sendo reconhecidas subespécies.

## Descrição
S. paradiseae é uma ave marinha de médio porte, com 33-39 cm de comprimento e uma envergadura de 76–85 cm. As penas são maioritariamente de coloração cinza e branco, as pernas vermelhas e o bico vermelho-alaranjado, direito e tão longo quanto a cabeça, com uma junção afiada dos ramos mandibulares. Apresenta testa branca, uma coroa (barrete) e nuca pretas com listras brancas e um rosto branco em forte contraste com o avermelhado do bico e o negro do barrete. O manto cinzento tem 305 mm de espessura e as escápulas são acastanhadas com algumas pontas brancas. A face superior das asas é cinzenta com o bordo de ataque branco, a face inferior esbranquiçada. O colar é completamente branco, como o tronco. A cauda é marcadamente bifurcada, esbranquiçada, com penas cinzentas do lado exterior. A parte traseira do barrete, até aos orifícios auditivos, é negra.
São aves de notável longevidade, com muitos espécimes a ultrapassar os 20 anos de idade. Alimentam-se principalmente de peixes e de pequenos invertebrados pelágicos marinhos que capturam mergulhando até profundidades relativamente grandes.
A espécie é abundante, estimando-se que a população global ultrapasse um milhão de indivíduos. Embora não se conheça de forma global a evolução das suas populações, a exploração sofrida no passado reduziu a abundância desta ave, particularmente no que respeito à distribuição nas zonas mais meridionais.

## Distribuição e migração
A espécie tem uma distribuição circumpolar contínua, não se reconhecendo subespécies. As maiores populações ocorrem nas regiões costeiras temperadas frias da América do Norte e Eurásia durante o verão setentrional.
Enquanto inverna no verão meridional, distribui-se pelas regiões oceânicas das altas latitudes meridionais, atingindo o bordo do gelo antárctico. A área de distribuição natural da espécie cobre uma superfície de aproximadamente dois milhões de km2.
A espécie é célebre pela extensão da sua migração anual, voando anualmente desde a sua área de nidificação no Árctico até ao arquipélago da Tierra del Fuego e regressando. Esta viagem expõe a ave a dois verões por ano em latitudes elevadas, e, por essa razão, a mais luz do dia que qualquer outra criatura do planeta. Nesta migração, cada ave viajará em média ao longo da sua vida uma distância equivalente a uma ida e volta à Lua, cerca de 800 000 km.
O seguimos de indivíduos mediante geolocalização indica que alguns percorrem distâncias superiores a 80 000 km anuais.
Como exemplo da grande capacidade de voo desta ave para cobrir longas distâncias, é descrito o caso de um espécime juvenil que foi anilhado, quando ainda não tinha emplumado, nas ilhas Farne, na costa de Northumberland (Reino Unido), no verão de 1982, e que chegou a Melbourne (Austrália), em Outubro do mesmo ano, uma viagem por sobre o mar de mais de 22 000 km em apenas três meses. Outro exemplo é o de um pinto anilhado em Labrador (Canadá) a 23 de julho de 1928 que foi encontrado na África do Sul apenas quatro meses mais tarde.
Estas aves iniciam a sua fase migratória quando o dia fica mais curto nas regiões boreais, partindo em direcção ao Círculo Polar Antártico onde os dias começam a crescer, voando a uma grande distância da costa. Por essa razão, fora da época de acasalamento e nidificação só raramente estas aves são vistas desde terra firme.

## Morfologia e taxonomia
S. paradisae é uma ave marinha de média dimensão, que mede aproximadamente 33-36 centímetros desde a ponta do bico até à ponta da cauda. Apresenta uma envergadura de 76–85 cm e pesa entre 86 e 127 gramas. O bico é de um vermelho escuro, coloração semelhante à das patas, que são curtas, e dos pés, palmeados.
Como a maioria dos membros da família Sternidae, S. paradisae apresenta asas de extremos afilados, muito pontiagudas. A cauda é grande, bifurcada, com pontas longas.
A plumagem dos adultos é predominantemente de coloração acinzentada, com nuca negra e face branca. As partes superiores das asas são de um cinzento pálido, com os bordos próximo das pontas com partes translúcidas. A cauda é branca, com a parte inferior de um cinzento pálido. Ambos os sexos têm aparência similar. A plumagem de inverno é parecida com a estival, mas a testa é mais branca e os bicos mais escuros.
Os exemplares juvenis diferenciam-se dos adultos pela coloração do bico e das patas, que são negros, e com uma plumagem com as pontas das plumas escuras. Também apresentam uma barra carpal negra e pequenas plumas na cauda. Durante o seu primeiro verão, a parte anterior da fronte é mais branca.
A espécie apresenta grande variedade de vocalizações, as mais comuns são as "vozes de alarme", emitidas quando existam possíveis predadores nas imediações, como por exemplo humanos ou outros mamíferos que entrem nas colónias. Outra vocalização comum é a "voz de aviso", emitida quando a ave regressa à colónia e também quando ocorrem agressões entre membros da colónia ou com outras aves. Cada ave tem uma voz de aviso própria, a qual tem uma função similar à do canto dos pássaros, mas que serve para identificar os indivíduos. Foram descritas para a espécie mais oito vocalizações adicionais, ligadas a condutas tão díspares como o acasalamento ou ataque contra intrusos.
Ainda que S. paradisae seja morfologicamente similar ao garajau-comum (S. hirundo) e ao garajau-rosado (S. dougallii), a sua coloração, perfil e vocalizações são ligeiramente diferentes. Em comparação com S. hirundo, apresenta uma cauda maior e bico monocolor, enquanto que em relação a S. dougalii as diferenças principais são a sua coloração ligeiramente mais escura e as asas mais longas. As vocalizações de S. paradisae é mais nasal e áspera que a do garajau-comum e pode ser distinguida facilmente da do garajau-rosado.
Os parentes filogeneticamente mais próximos desta ave são um grupo de espécies do hemisfério sul: o trinta-réis Sterna hirundinacea, a espécie de garajau das ilhas Kerguelen (Sterna virgata) e o garajau antártico (Sterna vittata). É fácil distinguir S. paradisae dos seus parentes dependendo da área de invernagem, sendo que a diferença de seis meses na mudança de plumas é o melhor indício, posto que os garajaus-árticos apresentam plumagem invernal durante o verão austral. As espécies meridionais quando voam também não apresentam as pontas das asas negras.

## Reprodução
A espécie é monógama, sendo comum manter o mesmo parceiro reprodutor durante toda a vida, voltando em geral à mesma colónia reprodutora em cada ano. Iniciam o acasalamento aos 3-4 anos de idade. O processo de cortejamento é complexo e elaborado, especialmente em exemplares que o fazem pela primeira vez O cortejamento começa com o que se denomina "alto voo", durante o qual a fêmea persegue o macho até uma grande altitude e depois desce lentamente. Este comportamento é seguido por "voos de pesca", durante os quais o macho oferece pescado à fêmea. Quando o casal chega a terra durante o cortejamento, eriçam lentamente a plumagem, com a cauda levantada e as asas baixas, após o que as duas aves geralmente voam em círculos uma em redor da outra.
Após o cortejamento, o macho e a fêmea escolhem conjuntamente um local para construir o ninho, geralmente escolhendo locais nas proximidades dos ninhos de outros casais, formando assim colónias por vezes numerosas. Escolhido o lugar, ambos o defendem contra outros casais. Durante este período, o macho continua a alimentar a fêmea, ocorrendo a cópula pouco depois.
Os lugares preferenciais de nidificação são colónias localizadas nas falésias costeiras, ilhas e ilhéus, por vezes em terra firme nas regiões de tundra, mas sempre em locais onde que haja água por perto. Nos locais de nidificação, a espécie pode formar bandos mistos com o garajau-comum S. hirundo. Quando chega o período de postura, a fêmea põe entre um e três ovos por postura, mais frequentemente dois.
A espécie é um dos garajaus mais agressivos, defendendo com ferocidade o seu ninho e as crias. Ataca humanos e predadores grandes, bicando frequentemente a cabeça dos potenciais predadores que se aproximarem do ninho. No caso dos humanos, apesar de ser demasiado pequeno para causar lesões graves, ainda assim pode provocar sangramento. As colónias reprodutivas podem ser mistas, estando presentes outras espécies, geralmente dos grupos Sternidae e Laridae.
O ninho é em geral feito numa depressão do solo, que pode estar forrada com pedaços de ervas ou materiais similares. Os ovos são  camuflados, com coloração acinzentada e manchas escuras, em geral acastanhadas. O macho e a fêmea repartem entre si a tarefa de incubação. Os pintos nascem após 22-27 dias após o termo da postura e apresentam-se emplumados 21-24 dias após a eclosão. Se os progenitores são perturbados e obrigados a fugir frequentemente do ninho, o período de incubação pode prolongar-se até 34 dias.
Quando saem do ovo, os pintos apresentam penugem fina e espessa. A espécie não é altricial mas também não exibe particular  precocidade. Os juvenis começam a mover-se e a explorar em redor do ninho entre um e três dias após a eclosão. Não costumam afastar-se demasiado do ninho. Os filhotes são chocados pelos adultos durante os primeiros dez dias de vida, com ambos os progenitores a partilharem as tarefas de cuidar da ninhada.
A dieta dos juvenis inclui sempre pescado, e os progenitor trazem às crias as melhores presas, comendo as mais pequenas. Também se observou que os machos trazem mais alimento que as fêmeas. Depois de mês e meio alimentando os juvenis, os progenitores encorajam-nos gradualmente a se alimentarem de forma interdependente. Após mudarem de plumagem, os juvenis aprendem a alimentar-se autonomamente, realizando acções entre as quais se inclui a difícil técnica de mergulhar. Quando chega o inverno, voam em direcção ao sul com a ajuda dos progenitores.
A espécie segue a estratégia reprodutiva K, condicente com o facto de serem aves de grande longevidade que passam um tempo considerável criando poucos descendentes. Vivem bastantes anos, sendo a máxima longevidade documentada a de um exemplar desta espécie com 34 anos de idade (o espécime, em estado silvestre, mostrava, apesar da idade, um bom estado sanitário, salvo uma fractura no bico), sendo comum chegarem aos 20 anos de idade. Um estudo realizado nas ilhas Farne permitiu estimar uma taxa de sobrevivência anual de 82%.

## Ecologia e comportamento
A dieta base da espécie depende do lugar e da estação do ano, mas é sempre carnívora. Na maioria dos casos, alimenta-se de pequenos peixes ou de crustáceos marinhos. Os peixes representam a parte mais importante da dieta e, quando medidos em termos de biomassa, superam qualquer outro alimento. As presas preferenciais são peixes imaturos ou pequenos pelágicos das águas superficiais, como o arenque e diversas espécies das famílias Gadidae (bacalhaus), Ammodytidae e Osmeridae, predominando nesta última família a espécie Mallotus villosus. Entre os crustáceos que mais frequentemente são capturados estão diversas espécies de hábitos pelágicos de anfípodes, caranguejos e o krill. Como predadores de oportunidade, por vezes também se alimentam de moluscos, vermes marinhos e até, na sua área de reprodução boreal, bagas e insectos.
Com frequência os espécimes adultos de S. paradisae lançam-se em rápido mergulho sobre a superfície da água para caçar presas próximas da superfície. Durante a fase de acasalamento também podem perseguir insectos no ar. existem indicações que apontam para que a espécie, pese embora o seu pequeno tamanho e peso, se dedique ocasionalmente ao cleptoparasitismo, lançando-se em voo picado contra outras aves para as assustar e conseguir que deixem cair as presas. As vítimas mais comuns parecem ser certas espécies de menores dimensões, como outros garajaus (tipicamente, o garajau-comum S. hirundo) e algumas espécies das famílias Alcidae e Podicipedidae.
A espécie nidifica em colónias nas margens de lagunas da tundra e nas praias costeiras. Quando estão no ninho, a espécie é vulnerável à depredação por gatos, ratos e outros animais. As gaivotas, em particular a espécie Larus argentatus, uma gaivota de grandes dimensões, para além de ser um competidor por lugares de nidificação, rouba os ovos e os juvenis. A camuflagem dos ovos contribui para evitar este tipo de predação, o que é reforçado com a construção de ninhos em lugares isolados. Enquanto de alimentam, as aves desta espécie podem ser acossadas por membros da família Stercorariidae, gaivotas e outras espécies de garajau, as quais intentam roubar-lhes a comida.

## Estado de conservação
Em alguns Estados os garajaus-árticos são considerados espécies ameaçadas ou vulneráveis. Também são uma das espécies incluídas na convenção AEWA. A espécie entrou em declínio na Nova Inglaterra em finais do século XIX devido à caça promovida pela indústria têxtil. Actualmente continua a ser caçada na costa oeste da Gronelândia, onde a espécie diminuiu em população desde a década de 1950.
Nas regiões mais meridionais da sua área de distribuição, as populações de S. paradisae tem diminuído. Grande desta redução de efectivos é atribuída à carência de alimentos. Ainda assim, a distribuição de grande parte destas aves estende-se por zonas muito remotas, e não parece existir tendência de redução da população global da espécie.
Desde o ano de 1988 que a Birdlife International cataloga a espécie com estando num nível de risco baixo, estimando-se que a sua população mundial seja de aproximadamente um milhão de indivíduos.

## Filatelia
A espécie S. paradisae figura em selos postais de vários países e dependências. São exemplos de dependências que emitiram selos tendo como tema a ave as ilhas Åland, Alderney e as ilhas Feroe. Entre os países, há selos do Canadá, Finlândia, Islândia e Cuba.